# Marino Berigüete
Marino Berigüete (Barahona, República Dominicana, 9 de julio de 1962) es un diplomático, escritor y poeta dominicano. Ha representado a la República Dominicana como embajador ante Paraguay, Honduras y Belice. También ha desarrollado actividades académicas y literarias a nivel internacional.

## Carrera diplomática
En el 2005 ingresó al servicio diplomático dominicano. En el 2010 fue designado embajador extraordinario y plenipotenciario ante la República del Paraguay. En el 2017, asumió el cargo de embajador en la República de Honduras, y desde el 2019 ejerció también como embajador concurrente ante Belice.
Durante su gestión, se firmaron acuerdos bilaterales en educación, cultura, derecho internacional, turismo y energía. Fue condecorado por el gobierno de Paraguay con la Orden Nacional del Mérito en grado de Gran Cruz, y por el gobierno de Honduras con la Orden José Cecilio del Valle.

## Formación académica
Es licenciado en Derecho por la Universidad Autónoma de Santo Domingo, con estudios de postgrado en procedimiento civil. Posteriormente obtuvo maestrías en Relaciones Internacionales y en Ciencias Políticas por la Universidad Nacional Pedro Henríquez Ureña.

## Actividad académica
Ha sido decano de la Facultad de Relaciones Internacionales y Ciencias Políticas en la Universidad del Caribe, y ha impartido clases en la Universidad Católica de Santo Domingo y la UNPHU.

## Publicaciones
Entre sus obras literarias figuran libros de narrativa y poesía publicados en editoriales de América Latina. Entre ellos:
- 13 cuentos supersticiosos del Sur (1998)
- Odas a Barahona (2001)
- El Plan Trujillo (2004)
- Señales de voces (2005)
- Tras la puerta (2025)[6]

Su obra ha sido mencionada en espacios de crítica literaria.

## Conferencias y asociaciones
Ha sido invitado como conferencista en universidades y eventos en América y Europa. Es miembro correspondiente de la Academia Dominicana de la Lengua.

## Reconocimientos
- Orden Nacional del Mérito (Paraguay), grado Gran Cruz.[2]
- Orden José Cecilio del Valle (Honduras)[3]
- Reconocimiento del Senado de Paraguay[10]
- Distinción como «Orgullo UNPHU»[4]